# Angelo Marciani
Angelo Marciani (* 19. April 1928 in Camogli; † 3. Dezember 2022 in Lavagna) war ein italienischer Wasserballspieler.

## Karriere
Angelo Marciani spielte auf Vereinsebene für die Rari Nantes Camogli. Mit dem Klub konnte er viermal die italienische Meisterschaft gewinnen (1952, 1953, 1955 und 1957). 
Mit der italienischen Nationalmannschaft gewann er EM-Bronze 1954, siegte bei den Mittelmeerspielen 1955 und  wurde bei den Olympischen Spielen 1956 in Melbourne Vierter.
Nach seiner Karriere übernahm Marciani das Traineramt bei der Rari Nantes Camogli und bei der Società Sportiva Nicola Mameli. 1981 konnte er als Trainer bei Bogliasco 1951 die italienische Meisterschaft gewinnen.